# Martha Wilmot
Pour les articles homonymes, voir Wilmot.
Martha Wilmot (1775-18 décembre 1873) est une voyageuse et une diariste irlandaise. 

## Jeunesse
Martha Wilmot naît en 1775 à Glanmire, dans le comté de Cork. Ses parents sont Edward et Martha Wilmot (née Moore). Elle a cinq sœurs et trois frères. Son père est originaire du Derbyshire en Angleterre. Il a été capitaine du 40e régiment à pied et arpenteur portuaire de l'administration fiscale de Cork et Drogheda. Wilmot fait ses études à la maison. Après la mort d'un frère en 1802, sa cousine Catherine Hamilton l'encourage à rendre visite à l'amie de son frère, la princesse Catherine Dachkov,. 

## Voyage en Russie
Wilmot commence son voyage de quatre mois en Russie en 1803, se rendant à Troitskoe, le domaine de campagne de la princesse. Sur place, elle participe à la vie de cour et devient la proche confidente de la princesse. Lors d'une tournée avec la princesse, Wilmot rencontre Aleksei Orlov et, en son honneur, il ordonne à son régiment d'organiser une fausse bataille. Elle tient un journal intime et écrit fréquemment des lettres en Irlande. Elle encourage également la princesse à écrire un mémoire autobiographique, que Dashkova dédie à Wilmot désignée comme sa « jeune amie » et lui donne la permission de publier le manuscrit. Sa sœur, Katherine Wilmot, arrive à Troitskoe en 1805 pour ramener Martha à la maison, mais elle y reste encore pendant deux ans. Entre de fréquents voyages à Moscou, Wilmot a transcrit une copie des mémoires de la princesse, avec sa sœur les traduisant du français original. Katherine Wilmot quitte la Russie en 1807 avec la transcription des mémoires lorsque les Wilmots ont appris qu'ils étaient menacés par Mme Shcherbenin, la fille éloignée de la princesse, qui se méfiait de leurs intentions,. 
En 1808, Wilmot quitte la Russie lorsque les hostilités éclatent entre l'Angleterre et la Russie, malgré les objections de la princesse qui lui a donné un certain nombre de cadeaux, dont une montre appartenant à Pierre le Grand et un éventail appartenant à l'impératrice Catherine II. Alors qu'elle quitte Saint-Pétersbourg, Wilmot est arrêtée et détenue par des douaniers qui la croient en possession de documents secrets. Craignant pour sa sécurité, elle brûle le manuscrit original des mémoires de Dashkova et une partie de la correspondance de la princesse avec Catherine II. Le 26 octobre 1808, elle navigue sur le Maria, mais le navire fait naufrage laissant Wilmot huit jours sur l'île de Stamieux près de Hamina en Finlande. Les passagers et l'équipage doivent ensuite attendre pendant trois semaines à cause d'une tempête sur l'île d'Aspo. Elle a atteint Harwich, Angleterre le 26 décembre 1808 et Cork en 1809,.

## Retour de Russie
Wilmot visite le sud-ouest de l'Irlande l'été suivant et est présentée à la cour du seigneur lieutenant au château de Dublin en 1810. Là, elle rencontre la future Lady Morgan, Sydney Owenson. Elle déménage pour vivre avec ses parents à Clifton (Derbyshire) en 1810. Elle épousé le révérend William Bradford en 1812. Le couple vit à Sussex Downs, Storrington et a un fils et deux filles. Elle voyage en France avec Katherine en 1817 et lui rend visite à Moulins en 1818. Lorsque son mari est nommé aumônier de l'ambassade britannique à Vienne, la famille s'y installe en 1819. Ils vivent là-bas pendant 10 ans, ils sont amis avec l'ambassadeur britannique Charles William et sa femme. De 1820 à 1821, Wilmot et sa famille visitent l'Italie ; les journaux intimes de la période sont conservés à la Royal Irish Academy (RIA). La famille retourne à Storrington en 1929 lorsque son mari est nommé aumônier ordinaire du roi George IV. 
En 1840, l'édition de Wilmot des mémoires de Dashkova est publiée en anglais, en deux volumes, sous le nom Memoirs of the Princess Daschkaw, lady of honour to Catherine II, empress of all the Russias, written by herself: comprising letters of the empress, and other correspondence. Wilmot a retardé la publication en raison de l'opposition vigoureuse de Simon Vorontsov, le frère de Dashkova. Ce volume est basé sur la transcription de Wilmot et la traduction de sa sœur, et est une version révisée et condensée de l'original. Il est ensuite traduit en français, allemand, russe et tchèque,. 

## Fin de vie
Wilmot retourne en Irlande après la mort de son mari en 1857 et vit avec sa fille, Catherine, à Taney Hill House à Dublin. Elle y meurt le 18 décembre 1873 et est enterrée dans le cimetière de Storrington en Angleterre. Les journaux intimes de Wilmot et de sa sœur sont édités et publiés par H.Montgomery Hyde et la marquise de Londonderry sous le titre The Russian journals of Martha and Catherine Wilmot en 1934, à partir des lettres, notes et journaux intimes de la RIA. Ils éditent et publient également More letters from Martha Wilmot: impressions of Vienna, 1819-1829 en 1935. La RIA conserve ses papiers, y compris certains documents non publiés. La fille de Wilmot fait don du manuscrit de la transcription des mémoires de Dashkova, y compris les révisions de la princesse, à la bibliothèque du British Museum. Ce manuscrit est utilisé pour une nouvelle traduction par Kyril Fitzlyon en 1958. Une autre copie d'une ébauche antérieure du manuscrit, de la main de Wilmot, est conservée à Saint-Pétersbourg,. 